# Calliclava albolaqueata
Calliclava albolaqueata é uma espécie de gastrópode do gênero Calliclava, pertencente a família Drilliidae.